# Bataille de Wolgast
Guerre de Trente Ans
Batailles
La bataille de Wolgast est livrée le 2 septembre 1628 entre les Danois commandés par le roi Christian IV et les Impériaux dirigés par Albrecht von Wallenstein dans le cadre de la guerre de Trente Ans. Elle se termine par la victoire des Impériaux. Les Danois signent la paix de Lübeck quelques mois plus tard.

## Contexte
Christian IV, roi du Danemark intervient dans la guerre de Trente Ans en 1625. Après des succès initiaux, la chance tourne avec les défaites danoises à la bataille de Dessau et à la bataille de Lutter en 1626.
Le chef de l'armée impériale, Wallenstein, avait auparavant assiégé du 23 mai au 28 juillet sans succès la ville de Stralsund, réputée imprenable. Il lève le siège trois jours après l'arrivée du roi Christian IV avec 100 navires et 8000 hommes à bord. Le roi danois laissa une garnison dans la ville hanséatique, qui faisait officiellement partie de la Poméranie, mais il la cède ensuite aux Suédois après le départ des impériaux. Encouragé par ce succès, le roi danois tente d'appliquer sa tactique navale à un débarquement à Usedom.
Christian IV et sa flotte quittent les côtes de Rügen et débarquent avec 7000 hommes le 21 août 1628 sur l'île poméranienne d'Usedom, occupée par les troupes impériales, à l'embouchure de la Peene. Ils s'emparent de la fortification Peenemünder Schanze, ainsi que des villes d'Usedom et, le 24 août, de Wolgast. Les Danois se retranchent à Wolgast, voulant répéter le succès défensif de Stralsund. Le général von Arnim étant tombé malade, Wallenstein se rend précipitamment du Mecklembourg vers la Poméranie et rassemble à Greifswald 6 régiments d'infanterie, 22 escadrons de cavalerie et 11 canons, soit 7000 à 8000 hommes. Il n'entreprend toutefois rien, espérant que les Danois s'éloignent de la côte contrôlée par la flotte. Lorsque la menace de renforts suédois se fait plus pressante, Wallenstein s'avance vers Wolgast. Les Danois n'avaient pas encore achevé leurs travaux de fortifications à ce moment-là.

## Déroulement
Le champ de bataille choisi par le roi Christian IV se trouve à une demi-lieue à l'ouest de Wolgast et était protégé par la côte et les marais, qui étaient alors asséchés. Malgré cela, la première attaque des troupes impériales est repoussée par les Danois au prix de lourdes pertes pour les impériaux. Lors de la deuxième attaque, l'infanterie danoise se replie dans les retranchements inachevés, mais une charge de délestage de sept escadrons de cavalerie danois permet à nouveau de repousser l'attaque. Lors de la troisième attaque, le manque de munitions des Danois se fait sentir, si bien qu'ils doivent se replier à l'intérieur des murs de la ville sous la couverture de la cavalerie. Les Danois ont résisté à l'attaque de midi à 19 heures.

## Conséquences
Les Danois ont perdu ce jour-là 500 soldats d'infanterie et 180 cavaliers morts et de nombreux prisonniers. Les pertes des impériaux auraient été de l'ordre de 1000 morts. Pour assurer sa retraite, le roi danois fait détruire les réserves de Wolgast et rentra au Danemark avec le reste de l'armée et de la flotte. Wallenstein fait alors son entrée à Wolgast. Cette victoire empêche le rappel de Wallenstein par l'empereur après l'échec devant Stralsund.
Pour le roi danois, cette défaite signifie la fin de ses espoirs de renverser le cours de la guerre. L'armée danoise tente bien de débarquer à Neustadt in Holstein à la mi-octobre, mais cette tentative échoue également, et les dernières possessions danoises dans le Holstein sont perdues. En janvier 1629, les négociations de paix commencent à Lübeck et aboutissent mi-juin à la paix de Lübeck, qui marque la fin de la guerre entre le Danemark et la Basse-Saxe.
Dès 1630, les Suédois commencent à envahir l'Allemagne. Ils débarquent sur l'île d'Usedom, près de Wolgast, exactement comme le roi danois l'avait fait deux ans auparavant.